# Vadi
Vadi ist ein Dorf (estnisch küla) im estnischen Kreis Ida-Viru. Es gehört zur Landgemeinde Avinurme. Vadi hat 85 Einwohner (Stand 2008).

## Beschreibung und Geschichte
Das Dorf Vadi wurde erstmals 1599 als Wadey erwähnt. Seinen Namen hat es vermutlich vom finno-ugrischen Volk der Woten. Diese lebten noch im 13. Jahrhundert in der historischen Region Ingermanland am Fluss Avijõgi, vermischten sich aber später mit den Esten.
Noch 1939 wohnten 357 Menschen in Vadi. Mit der sowjetischen Besetzung Estlands sank die Einwohnerzahl stark.
Vadi war früher besonders für seine Fassküfer bekannt, die vor allem Fischfässer, aber auch Kraut-, Gurken und Butterfässer herstellten. Daneben gab es eine lebendige Tradition der weiteren Holzverarbeitung. Im Ort wurde 1775 eine der ersten Schulen der Region gegründet. Sie wurde 1963 wegen Schülermangels geschlossen.
In Vadi verbrachte der im nahe gelegenen Änniksaare geborene estnische Schriftsteller Heino Kiik (1927–2013) seine Jugend.